# Rock n Roll Madonna
Rock n Roll Madonna è una canzone scritta ed interpretata da Elton John; il testo è di Bernie Taupin.
È decisamente rock, ed è molto evidente il pianoforte in tutto il pezzo. L'inizio inscena un finto live, con degli applausi presi da un precedente concerto (sulla falsariga di Bennie & The Jets). Il brano fu pubblicato come singolo nel 1970 con Grey Seal come B - Side, ma non raggiunse mai la classifica. Di Rock n Roll Madonna esiste anche una demo, pubblicata nel 1994 sulla raccolta The Unsurpassed Dick James Demos.
Dopo essere apparsa in bootleg e, per l'appunto, in varie raccolte, la canzone è stata inclusa con Grey Seal nella versione rimasterizzata del 1995 dell'album Elton John.